# Scaled Composites SpaceShipOne
Lo Scaled Composites Model 316 SpaceShipOne è uno spazioplano sub-orbitale sperimentale dotato di un motore razzo a propellenti ibridi. È stato sviluppato dalla Scaled Composites, la compagnia aeronautica di Burt Rutan, nell'ambito del proprio programma Tier One, senza fondi governativi.
Il 21 giugno 2004 lo SpaceShipOne ha compiuto il primo volo spaziale sviluppato con soli fondi privati, e il 4 ottobre dello stesso anno ha vinto il premio Ansari X da dieci milioni di dollari, per aver raggiunto l'altitudine di 100 km (cioè lo spazio) due volte in un periodo di due settimane con a bordo l'equivalente di tre persone e con non più del 10% di peso (che non fosse carburante) della navicella sostituito tra i due voli.
Benché impressionanti, i risultati ottenuti dalla SpaceShipOne non sono paragonabili ad altre navicelle orbitali come lo Space Shuttle, ma solo a quelli dell'X-15. Infatti, l'accelerazione necessaria a portare in orbita una navicella richiede più di 30 volte l'energia che è servita alla SpaceShipOne per raggiungere i 100 km di altezza.

## Storia del progetto
Lo SpaceShipOne è registrato alla Federal Aviation Administration (FAA) come N328KF. N è il prefisso per aeromobile registrato negli Stati Uniti; 328KF è stato scelto dalla Scaled Composits per indicare i 328 000 (k) piedi (f) (approssimativamente 100 km, la soglia ufficiale che definisce lo spazio). Il numero di registrazione inizialmente scelto, N100KM, era già stato preso. È registrato come aliante, poiché la maggior parte del volo è ottenuto senza spinta da parte del motore.
Tutti i voli dello SpaceShipOne hanno avuto base al Mojave Airport Civilian Flight Test Center.
Lo SpaceShipOne ha compiuto il suo primo volo, denominato 01C, il 20 maggio 2003. Era un test di volo senza equipaggio. Seguirono altri test, iniziati con il volo 03G del 7 agosto 2003. il primo volo a motore, denominato 11P, venne effettuato il 17 dicembre 2003, in occasione del 100º anniversario del volo del primo aeroplano dei fratelli Wright.
Il 1º aprile 2004 la Scaled Composites ricevette la prima licenza per condurre voli sub-orbitali pilotati emanata dal Ministero dei Trasporti statunitense. Questa licenza permetteva alla compagnia di poter eseguire test a motore per il periodo di un anno. Il 17 giugno 2004 l'Aeroporto Mojave si autoriclassificò temporaneamente come Spazioporto Mojave.
Il volo 15P del 21 giugno dello stesso anno fu il primo volo spaziale della SpaceShipOne e il primo in assoluto ottenuto grazie a fondi esclusivamente privati. Il 4 ottobre, la navicella vinse definitivamente il premio Ansari X.

## Voli
I voli della SpaceShipOne sono numerati a partire dal numero 1 del 20 maggio 2003. Una o due lettere insieme al numero indicano il tipo di missione. La C indica che lo SpaceShipOne era trasportato da un altro velivolo (captive carry), G indica un volo librato e una P indica un volo a motore. Se il volo reale differisce da quello programmato, vengono indicate due lettere: la prima si riferisce alla missione programmata, la seconda a quella realmente eseguita.
Nella tabella seguente, la velocità massima è indicata in Mach nel momento di spegnimento del motore.
| Denominazione | Data              | Velocità max | Altitudine | Durata        | Pilota        |
| ------------- | ----------------- | ------------ | ---------- | ------------- | ------------- |
| 01C           | 20 maggio 2003    |              |            | 1 h 48 min    | senza pilota  |
| 02C           | 29 luglio 2003    |              |            | 2 h 06 min    | Mike Melvill  |
| 03G           | 7 agosto 2003     |              |            | 0 h 19 min    | Mike Melvill  |
| 04GC          | 27 agosto 2003    |              |            | 1 h 06 min    | Mike Melvill  |
| 05G           | 27 agosto 2003    |              |            | 10 min 30 s   | Mike Melvill  |
| 06G           | 23 settembre 2003 |              |            | 12 min 15 s   | Mike Melvill  |
| 07G           | 17 ottobre 2003   |              |            | 17 min 49 s   | Mike Melvill  |
| 08G           | 14 novembre 2003  |              |            | 19 min 55 s   | Peter Siebold |
| 09G           | 19 novembre 2003  |              |            | 12 min 25 s   | Mike Melvill  |
| 10G           | 4 dicembre 2003   |              |            | 13 min 14 s   | Brian Binnie  |
| 11P           | 17 dicembre 2003  | Mach 1,2     | 20,7 km    | 18 min - 10 s | Brian Binnie  |
| 12G           | 11 marzo 2004     |              |            | 18 min - 30 s | Peter Siebold |
| 13P           | 8 aprile 2004     | Mach 1,6     | 32,0 km    | 16 min 27 s   | Peter Siebold |
| 14P           | 13 maggio 2004    | Mach 2,5     | 64,3 km    | 20 min - 44 s | Mike Melvill  |
| 15P           | 21 giugno 2004    | Mach 2,9     | 100,1 km   | 24 min 05 s   | Mike Melvill  |
| 16P           | 29 settembre 2004 | Mach 2,92    | 102,9 km   | 24 min 11 s   | Mike Melvill  |
| 17P           | 4 ottobre 2004    | Mach 3,09    | 112,0 km   | 23 min 56 s   | Brian Binnie  |